# Otto Stich
Otto Stich (Basilea, 10 gennaio 1927 – Dornach, 13 settembre 2012) è stato un politico svizzero, attivo nelle file del Partito Socialista Svizzero. È stato consigliere federale dal 1984 al 1995 e Presidente della Confederazione nel 1988 e nel 1994.